# 小加拿大
小加拿大（法語：le petit Canada）是19世紀和20世紀初法裔加拿大人移民到美國後聚集的各種社區的名稱，尤其在新英格蘭較為常見。加拿大法語的一種變體，稱為新英格蘭法語，至今仍在新英格蘭部分地區使用。